# Æthelric (évêque de Dorchester)
Pour les articles homonymes, voir Æthelric.
Æthelric est un prélat anglo-saxon mort le 8 décembre 1034.

## Biographie
Moine à l'abbaye de Ramsey, dans le Cambridgeshire, Æthelric est élu évêque de Dorchester en 1016. Il continue à s'intéresser de près aux affaires de son abbaye d'origine durant les dix-huit années de son épiscopat. C'est notamment à son initiative que les reliques de saint Félix sont transférées à Ramsey. Il y est inhumé à sa mort, en 1034,.